# Cynanchum acutum
Espèce
Statut de conservation UICN

 LC  : Préoccupation mineure
Cynanchum acutum, la Scammonée de Montpellier ou Scammonée aiguë, est une espèce de plante herbacée méditerranéenne de la famille des Asclépiadacées.
Sa floraison a lieu de juin à septembre.

## Liste des sous-espèces et variétés
Selon The Plant List (25 décembre 2013) :
- sous-espèce Cynanchum acutum subsp. sibiricum (Willd.) Rech.f.

Selon Tropicos (25 décembre 2013) (Attention liste brute cntenant possiblement des synonymes) :
- sous-espèce Cynanchum acutum subsp. sibiricum (Willd.) Rech. f.
- variété Cynanchum acutum var. longifolium (G. Martens) Ledeb.